# IJM-263 Guus (schip, 1877)
De IJM 263, 'Guus', was oorspronkelijk een houten Belgische mijnenveger met als bouwjaar 1877. Het schip werd in opdracht van de koper omgebouwd tot stoomschip - bedoeld voor de zeevisserij - en op 20 april 1943 ingeschreven in het visserijregister op naam van de Bouw- en Handelmaatschappij ‘Jomilou’ te Haarlem. Het hier bedoelde vissersvaartuig was gedurende de Tweede Wereldoorlog als zodanig in gebruik.

## Maritieme spionage
Het schip kwam in beheer bij de NV Vischhandel, Reederij en IJsfabriek Vrolijk te Scheveningen. Het ging deel uitmaken van de vloot van spionageloggers die in de Tweede Wereldoorlog naast het uitoefenen van de zeevisserij tevens werd ingezet voor maritieme spionage. Het vissersvaartuig maakte deel uit van een dertigtal Nederlandse vissersschepen dat in de loop van 1944 wisselde van thuishaven.
Door velerlei oorlogshandelingen in de Tweede Wereldoorlog - waaronder een te verwachten invasie vanuit Engeland - werd de Noordzee als visgebied gesloten en IJmuiden als thuishaven vervangen. De schepen werden overgevaren naar Delfzijl dat als nieuwe thuishaven ging gelden voor de vissers die de Waddenzee zouden gaan bevissen. Van de vissersvloot aldaar maakten onder meer deel uit de SCH 65, 'Onderneming', de IJM 263, 'Guus' en de SCH 160, 'Onderneming II', gedrieën tevens een onderdeel van de door de Duitse Kriegsmarine geïnitieerde spionagevloot.

## Tijdingloos
De SCH 65 en de SCH 160 waren het eigendom van de rederij Frank Vrolijk te Scheveningen. De IJM 263 van de onderneming 'Jomilou' werd door Vrolijk uitgereed. De SCH 65 en de IJM 263 voeren op 19 maart 1945 uit ter visserij maar werden tijdingloos. Aangezien de spionageschepen bij de geallieerden bekend waren en herhaaldelijk werden aangevallen vanuit de lucht, moet voor stellig worden aangenomen dat ook deze beide schepen door geallieerde vliegers tot zinken zijn gebracht. Noch van de bemanningen noch van de op de schepen aanwezige V-Männer is ooit nog iets vernomen.

## Geluk
De SCH 160 kon door gebrek aan brandstof niet tegelijkertijd uitvaren met de beide andere schepen; ze moest eerst kolen bunkeren in het Duitse Emden. Na de vermissing van de twee schepen voer de SCH 160 tot geluk van haar bemanning niet meer uit. Dit totale gebeuren vormde tevens het einde van de maritieme spionage tijdens de Tweede Wereldoorlog. De grondlegger van de maritieme spionage op de Noordzee, de Kapitänleutnant Friedrich Carl Heinrich Strauch, was in een voorgaand jaar al overgeplaatst naar Parijs.